# Franc Fridl
Franc Fridl, slovenski nogometaš in trener, * 22. julij 1972, Ptuj.
Fridl je večji del kariere igral v slovenski ligi za klube Maribor, Beltinci, Olimpija, Ljubljana, Zavrč in Drava. Skupno je v prvi slovenski ligi odigral 248 prvenstvenih tekem in dosegel štirinajst golov. Z Mariborom je po trikrat osvojil naslov slovenskega državnega prvaka in pokalnega prvaka, z Olimpijo je osvojil en pokalni naslov, z Zavrčem pa naslov prvaka tretje, četrte, pete in šeste slovenske lige. Tri sezone je igral tudi za avstrijski Jagerberg.